# Onthophagus flavibasis
Onthophagus flavibasis är en skalbaggsart som beskrevs av D'orbigny 1904. Onthophagus flavibasis ingår i släktet Onthophagus och familjen bladhorningar. Inga underarter finns listade i Catalogue of Life.